# Undisputed Attitude
Undisputed Attitude er et album med punk covers og tre nye sange af thrash metalbandet Slayer. Det blev udgivet 28. maj 1996 af American Recordings. 

## Spor
1. "Disintegration / Free Money" (Verbal Abuse) – 1:41
2. "Verbal Abuse / Leeches" (Verbal Abuse) – 1:58
3. "Abolish Government / Superficial Love" (T.S.O.L.) – 1:48
4. "Can't Stand You" (Hanneman) – 1:27
5. "Ddamm" (Hanneman) – 1:01
6. "Guilty of Being White" (Minor Threat) – 1:07
7. "I Hate You" (Verbal Abuse) – 2:16
8. "Filler / I Don't Want to Hear It" (Minor Threat) – 2:28
9. "Spiritual Law" (D.I.) – 3:00
10. "Mr. Freeze" (Dr. Know) – 2:24
11. "Violent Pacification" (D.R.I.) – 2:38
12. "Richard Hung Himself" (D.I.) – 3:22
13. "I'm Gonna Be Your God" (The Stooges' "I Wanna Be Your Dog") – 2:58
14. "Gemini" (Araya/King) – 4:53

De europæiske og japanske versioner indeholder sangen "Sick Boy", oprindeligt af G.B.H., mellem "Spiritual Law" og "Mr. Freeze". Den japanske version indeholder også sangen "Memories Of Tomorrow", oprindeligt af Suicidal Tendencies.

## Hitlisteplaceringer

### Album
| År   | Hitliste          | Placering |
| ---- | ----------------- | --------- |
| 1996 | The Billboard 200 | 34        |